# Sankt Radegund bei Graz

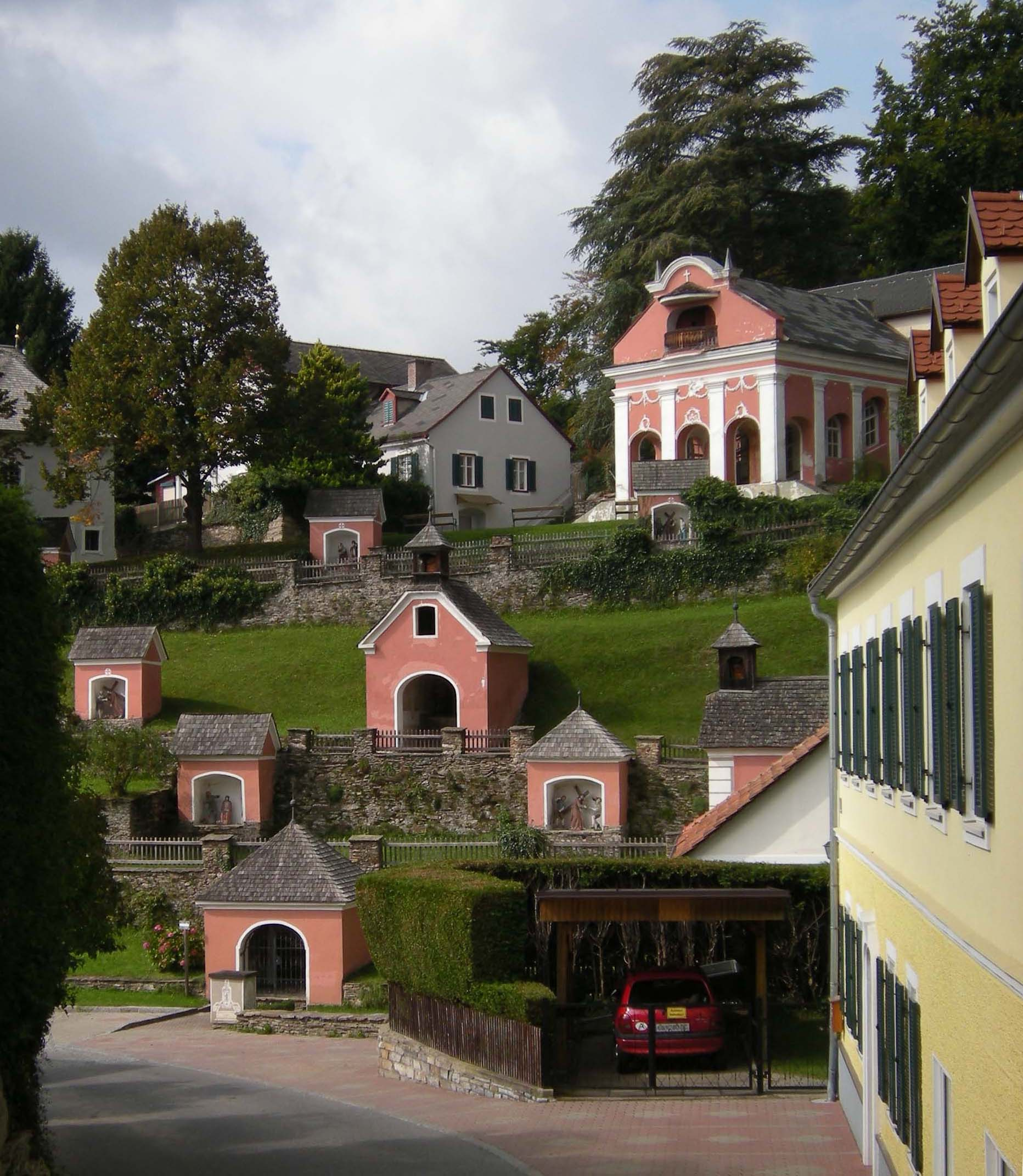
Kalvarienberg, mit „Heiliger Stiege“ (rechts oben)

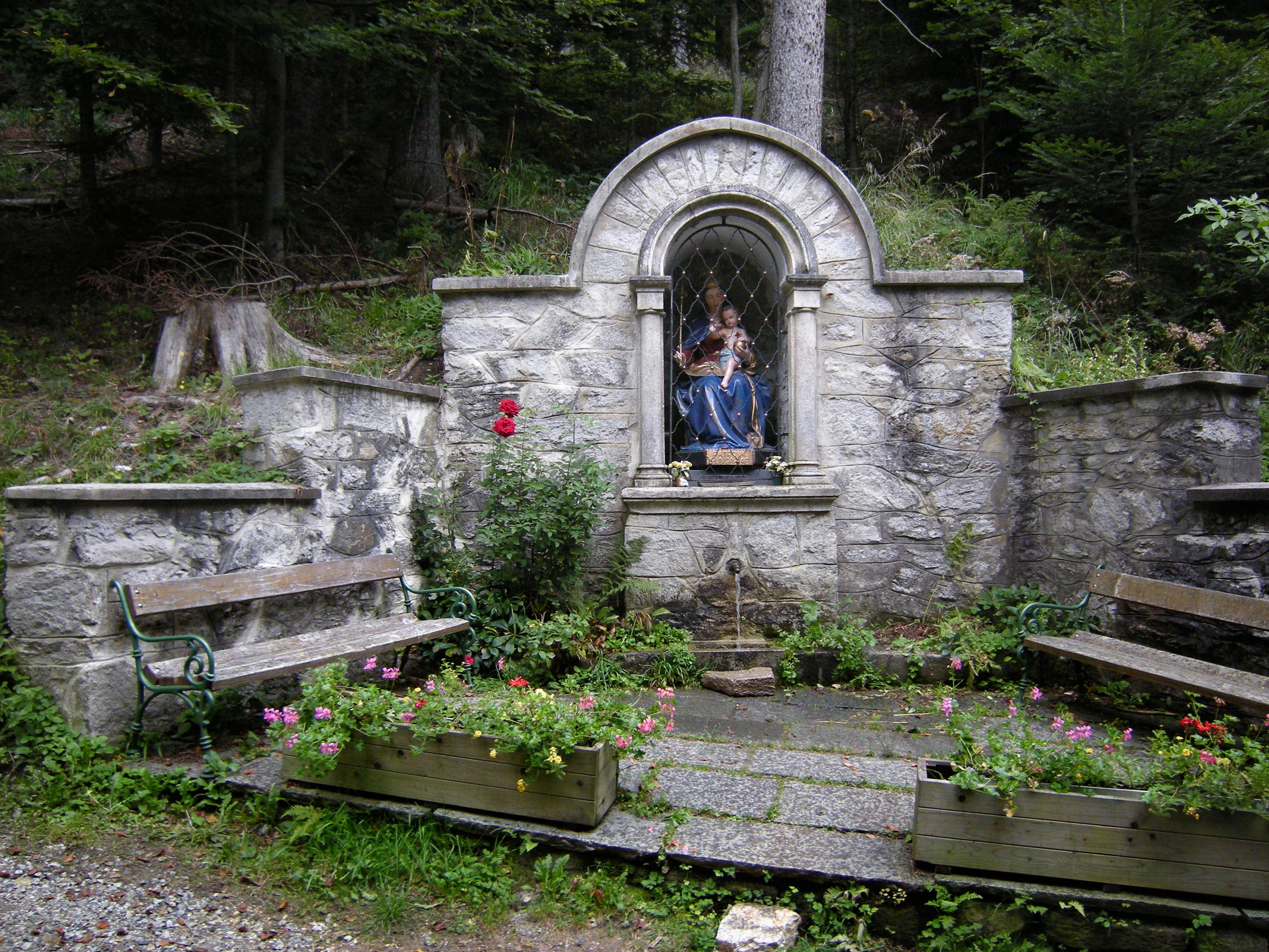
Ungarische Madonna

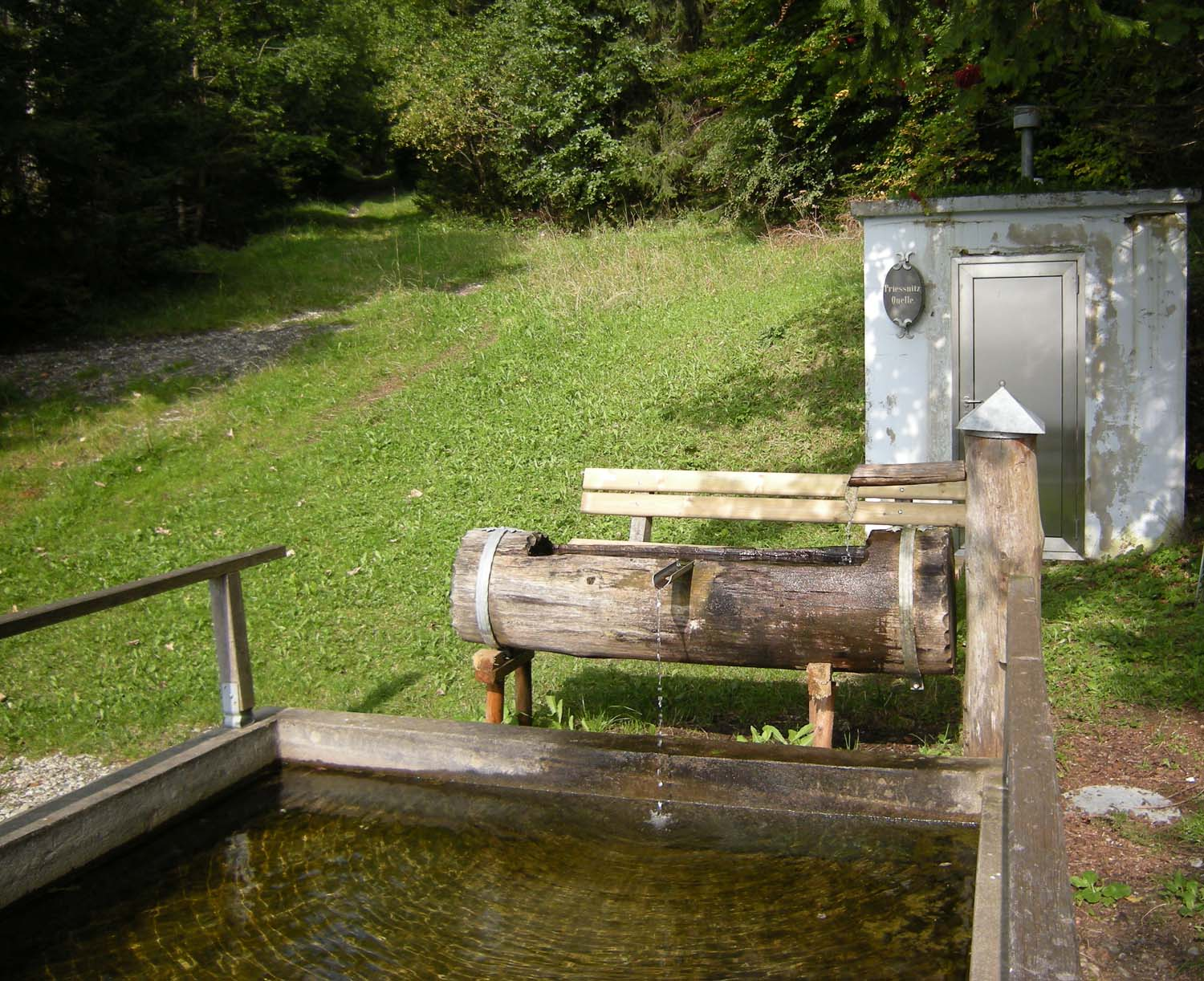
Prießnitzquelle

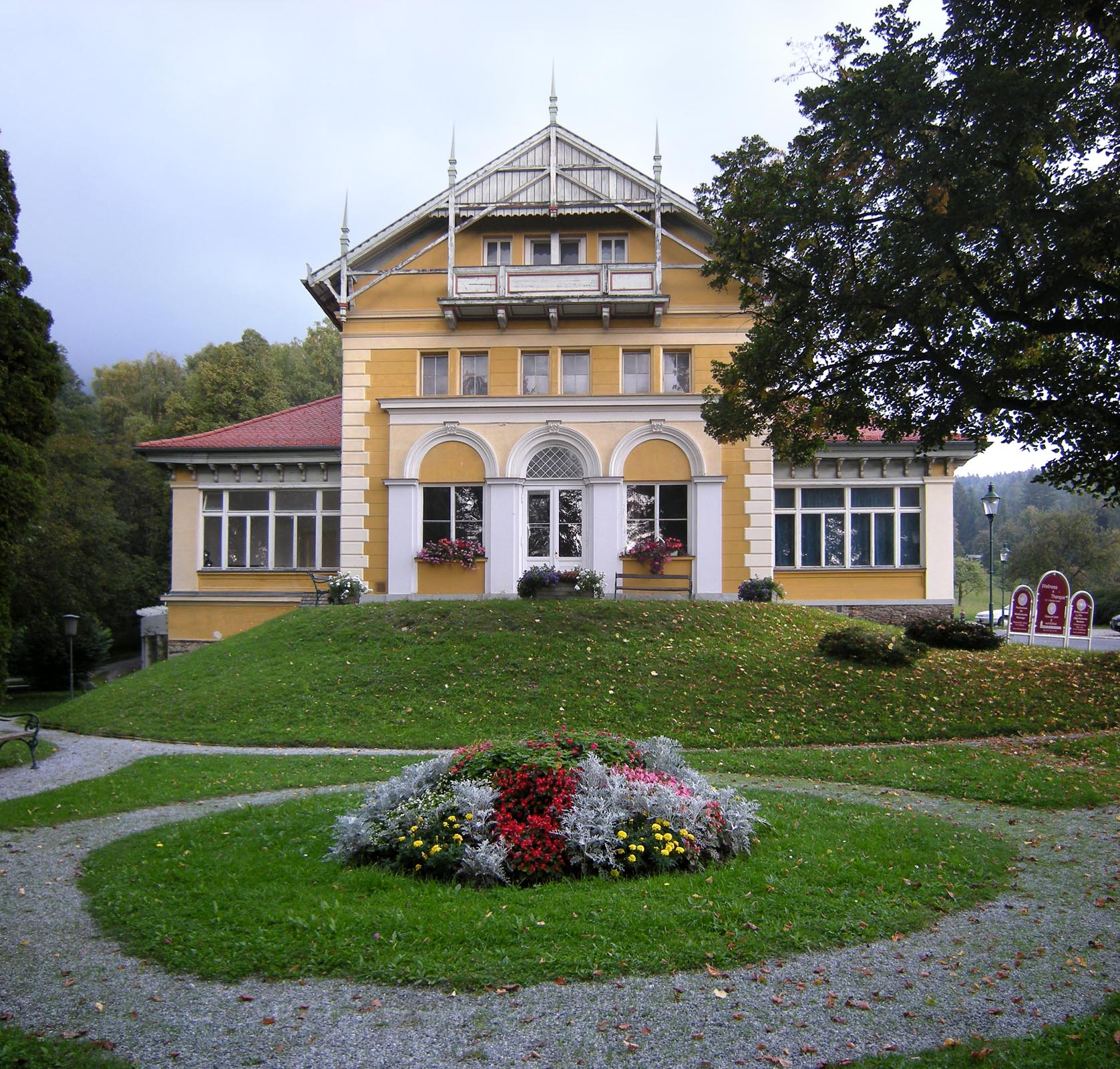
Kurhaus

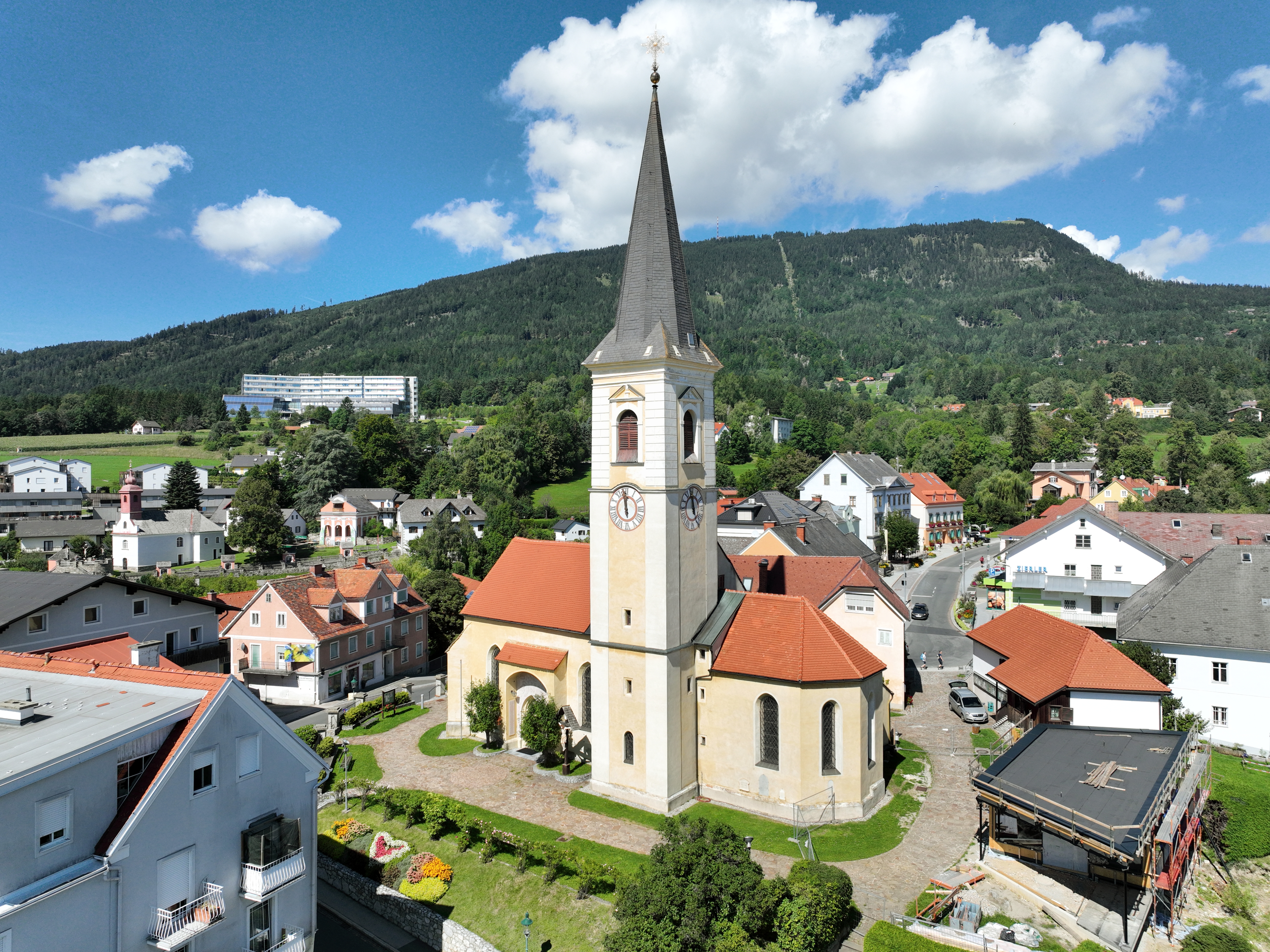
Pfarrkirche mit dem Schöckl im Hintergrund

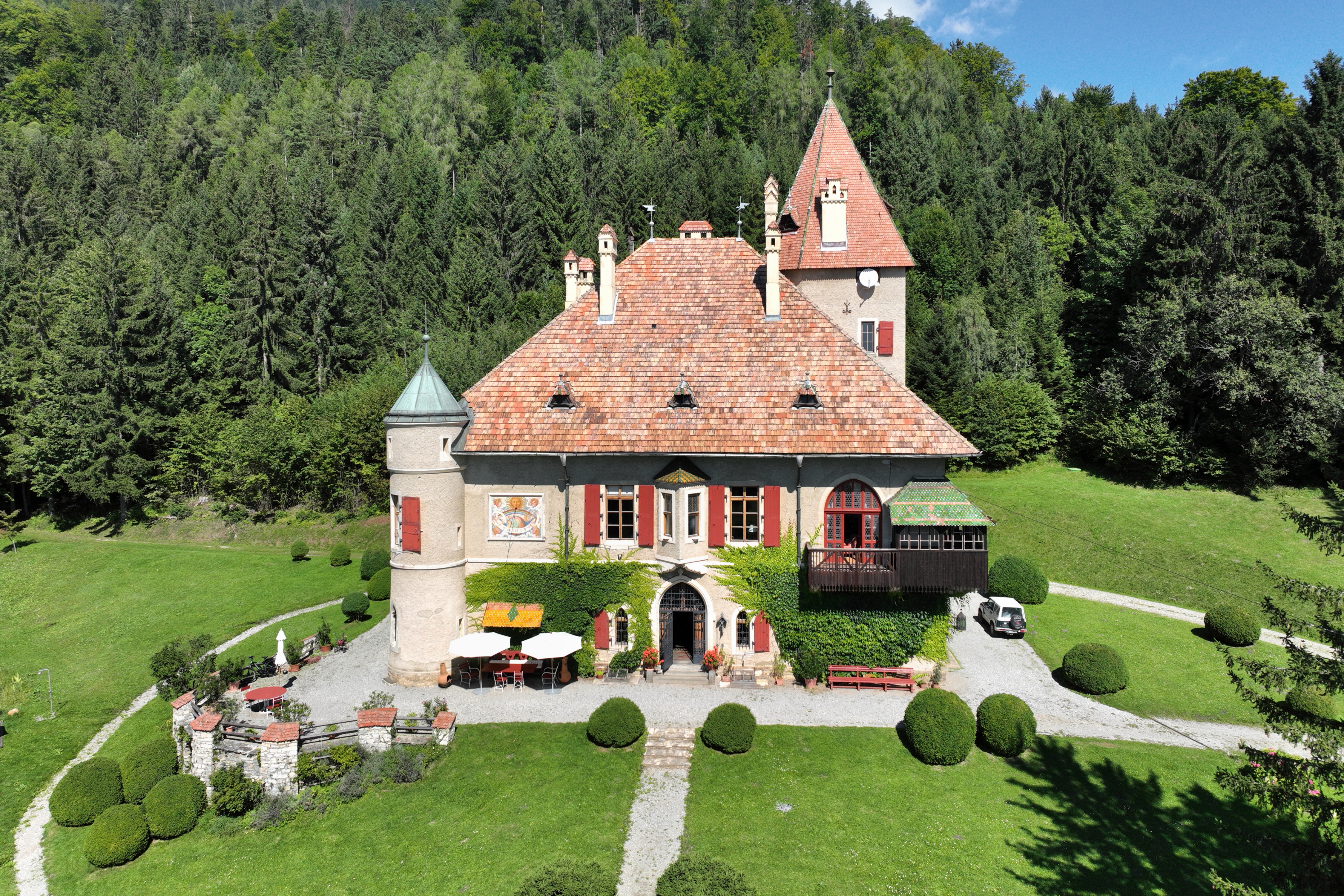
Schloss Isenrode

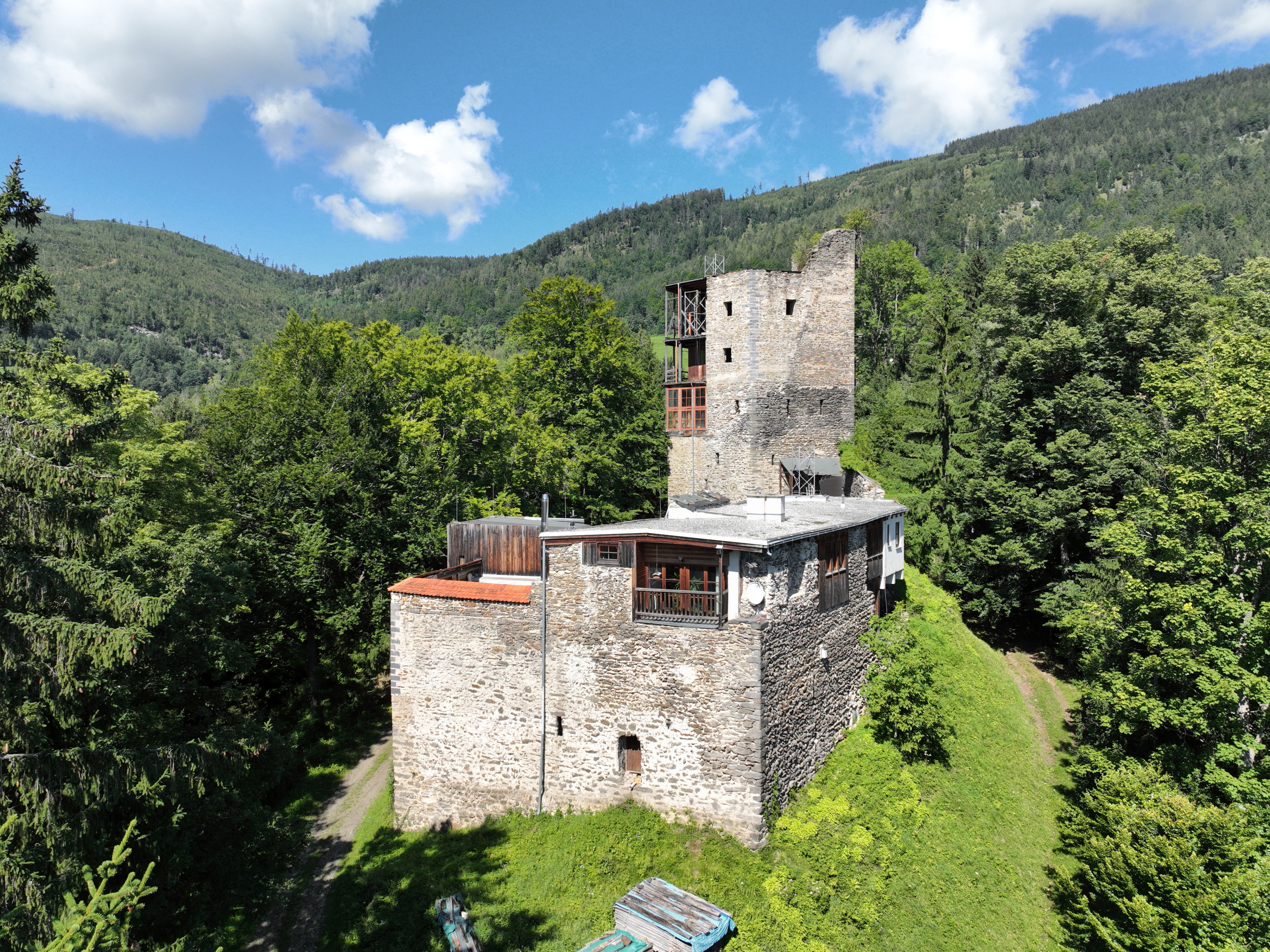
Burgruine Ehrenfels

Sankt Radegund bei Graz (kurz: St. Radegund oder nur Radegund) ist eine Gemeinde mit 2167 Einwohnern (Stand 1. Jänner 2024) in der Steiermark am Fuße des Schöckl rund 15 Kilometer nordöstlich von Graz.

## Geografie

### Geografische Lage
Sankt Radegund bei Graz liegt im Grazer Bergland in der Oststeiermark ca. 15 km nördlich der Landeshauptstadt Graz. Die Gemeinde liegt am Fuße des Schöckl (1445 m). Sankt Radegund liegt im Quellgebiet des Rabnitzbaches, eines Nebenflusses der Raab.
Im Gemeindegebiet befinden sich mit dem Zwölferkogel (1192 m), der Erhardhöhe (1049 m) und dem Hohenberg (1048 m) drei weitere Gipfel über 1000 m.

### Gemeindegliederung
Das Gemeindegebiet umfasst folgende sieben Ortschaften (in Klammern Einwohnerzahl Stand 1. Jänner 2024):
- Diepoltsberg (248)
- Ebersdorf (169)
- Kickenheim (110)
- Rinnegg (525) samt Egg, Kochmüllner, Kreuzberg und Rinneggleiten
- Sankt Radegund bei Graz (816) samt Göttelsberg und Klamm
- Schöckl (120) samt Höf-Schwaigen
- Willersdorf (179)

Die Gemeinde besteht aus den Katastralgemeinden Rinnegg, St. Radegund und Schöckl.

### Nachbargemeinden
| Semriach | Gutenberg-Stenzengreith                     | Gutenberg-Stenzengreith |
| Stattegg | Kompassrose, die auf Nachbargemeinden zeigt | Kumberg                 |
| Stattegg | Weinitzen                                   | Kumberg                 |

## Geschichte
St. Radegund wurde im 6. Jahrhundert von den Slawen besiedelt. Im Jahre 1186 scheint in der Chronik ein „Kirchlein“ auf, wenige Jahrzehnte später erfolgte auch die Errichtung der Pfarre St. Radegund. In den Urbaren wird die Pfarrgründung aber erst hundert Jahre später zur Kenntnis genommen und auch die Schutzheilige der Kirche wird erst im Jahre 1295 als diese genannt. In einer Urkunde des Jahres 1403 scheint erstmals auch der Name „Radigundtstarff“ auf.
Während des Zweiten Weltkriegs befand sich am Vorabend des deutschen Überfalls auf Jugoslawien (6. April 1941) das Hauptquartier der 2. Armee in Radegund.

### St. Radegund als Kurort
Das heilende Klima und die radioaktiven Quellen von St. Radegund waren schon zu Zeiten der Monarchie bekannt, und so entwickelte sich St. Radegund zu einem weit über die Grenzen hinaus bekannten Kaltwasser- und Luftkurort mit einer Kuranstalt.
Als offizielles Gründungsdatum gilt das Jahr 1841, in dem der Arzt August Demelius um Genehmigung zur Führung einer Kaltwasserheilanstalt ansuchte.

## Kultur und Sehenswürdigkeiten

### Bauwerke
- Kalvarienberg: Der St. Radegunder Kalvarienberg gilt als einer der schönsten Volkskalvarienberge Österreichs. Der Weg führt an 22 Stationskapellen, deren Bauplätze erst durch Felssprengungen gewonnen wurden, hinauf zur Kreuzigungsgruppe und Kalvarienbergkirche. Das zweite große Gebäude birgt die Heilige Stiege, deren 14 mit Reliquien ausgestattete Marmorstufen nur auf den Knien erklommen werden dürfen.
- Novystein: Der Novystein ist ein 20 Meter hoher Obelisk, der auf der 910 m hohen Fürwallnerhöhe steht. Er wurde im Jahr 1883 für den Kurarzt Gustav Novy errichtet und trägt die Widmung „Dem Wohltäter vieler Leidenden, dem großen Meister Gustav Novy, von dankbaren Kurgästen“.
- Pfarrkirche: Die heutige Pfarrkirche ist ein spätgotischer Bau aus den Jahren 1490–1513. In ihr befinden sich spätgotische Fresken über den Seitenaltären sowie ein gotisches Netzrippengewölbe an der Decke. Die Kirche ist der heiligen Radegundis geweiht. Der erste Eindruck der Pfarrkirche lässt vermuten, dass es sich um eine ehemalige Wehranlage handeln kann.
- Ruine Ehrenfels: Die Burg Ehrenfels wurde 1229 erstmals erwähnt. Sie diente den Ehrenfelsern (aus dem Geschlecht der Herren von Graz)[3] als Wohnsitz und zur Festigung ihrer Besitzungen um Graz. Die Ruine befindet sich heute in Privatbesitz und kann nur von außen besichtigt werden.

## Sonstiges

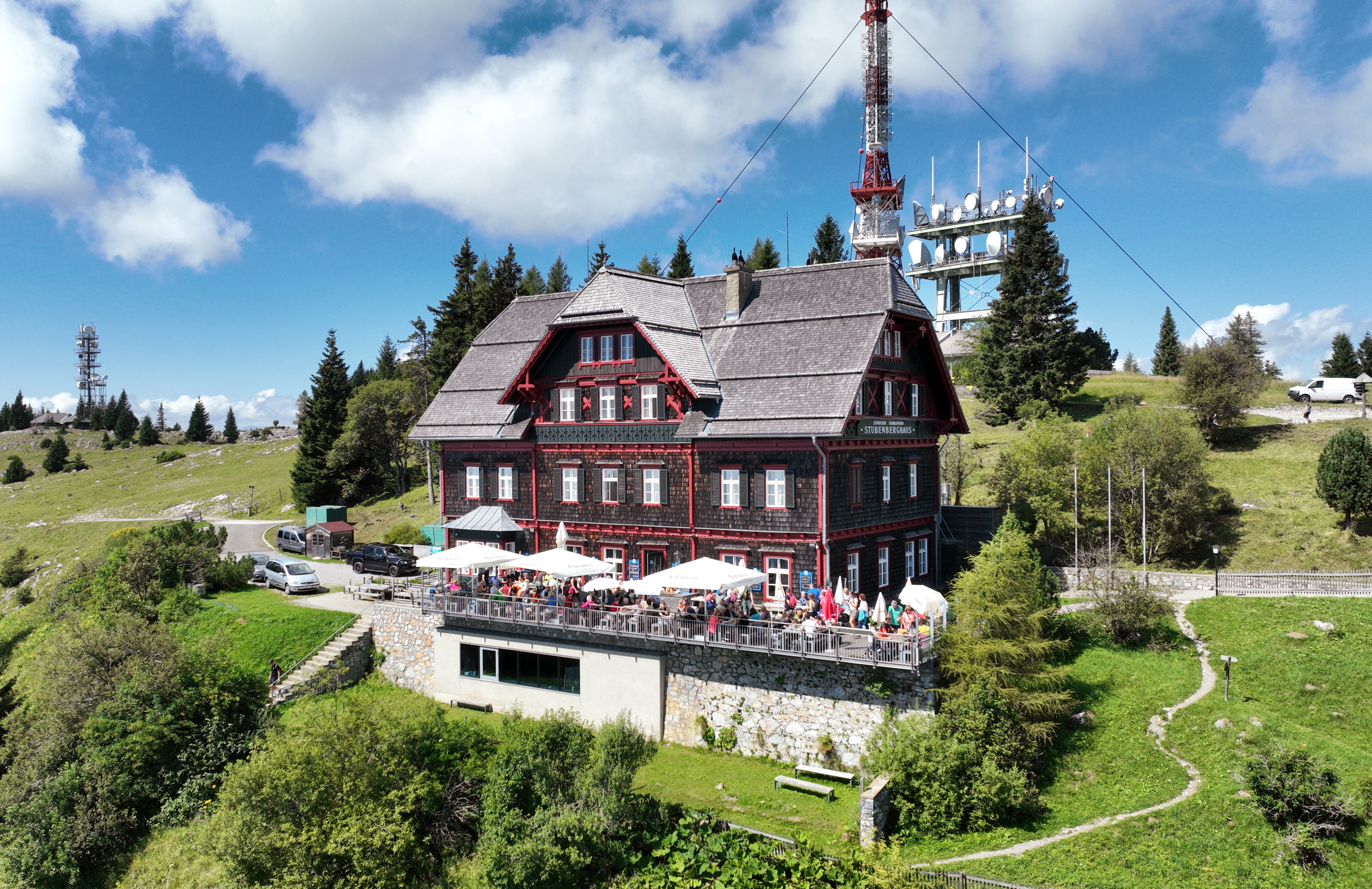
Das 1890 eröffnete Stubenberghaus auf dem Schöckl, dahinter Sender (Sept. 2023)